# Walter Dick
Walter Dick (20 de setembre de 1905 - 24 de juliol de 1989) fou un futbolista estatunidenc. Va formar part de l'equip estatunidenc a la Copa del Món de 1934.